# Starý Spálenec
Starý Spálenec (dříve Starý Prenet) je osada, část obce Česká Kubice v okrese Domažlice v Plzeňském kraji. Nachází se asi čtyři kilometry jihovýchodně od České Kubice. Starý Spálenec je také název katastrálního území o rozloze 4,6 km². V katastrálním území Starý Spálenec leží i Nová Kubice a Spáleneček a zaniklá vesnice Kubička.

## Historie
První písemná zmínka o vesnici pochází z roku 1697.

## Obyvatelstvo
Při sčítání lidu v roce 1921 zde žilo 116 obyvatel, z toho 114 Němců a dva cizinci. Všichni obyvatelé se hlásili k římskokatolické církvi.
| Rok            | 1869 | 1880 | 1890 | 1900 | 1910 | 1921 | 1930 | 1950 | 1961 | 1970 | 1980 | 1991 | 2001 | 2011 | 2021 |
| -------------- | ---- | ---- | ---- | ---- | ---- | ---- | ---- | ---- | ---- | ---- | ---- | ---- | ---- | ---- | ---- |
| Počet obyvatel | 114  | 124  | 107  | 122  | 118  | 116  | 107  | 55   | 50   | 70   | 9    | 20   | 17   | 28   | 17   |
| Počet domů     | 17   | 17   | 18   | 14   | 15   | 14   | 20   | 18   | 35   | 19   | 4    | 4    | 4    | 4    | 4    |

| Rok            | 1869 | 1880 | 1890 | 1900 | 1910 | 1921 | 1930 | 1950 | 1961 | 1970 | 1980 | 1991 | 2001 | 2011 | 2021 |
| -------------- | ---- | ---- | ---- | ---- | ---- | ---- | ---- | ---- | ---- | ---- | ---- | ---- | ---- | ---- | ---- |
| Počet obyvatel | 184  | 192  | 174  | 184  | 165  | 164  | 154  | 55   | 50   | 70   | 9    | 20   | 17   | 28   | 17   |
| Počet domů     | 24   | 25   | 27   | 23   | 23   | 22   | 29   | 18   | 35   | 19   | 4    | 4    | 4    | 4    | 4    |

## Obecní správa
Při sčítání lidu v letech 1850–1984 Starý Spálenec byl osadou obce Spálenec v okrese Domažlice. Od 1. ledna 1985 je částí obce Česká Kubice v okrese Domažlice.

## Další fotografie

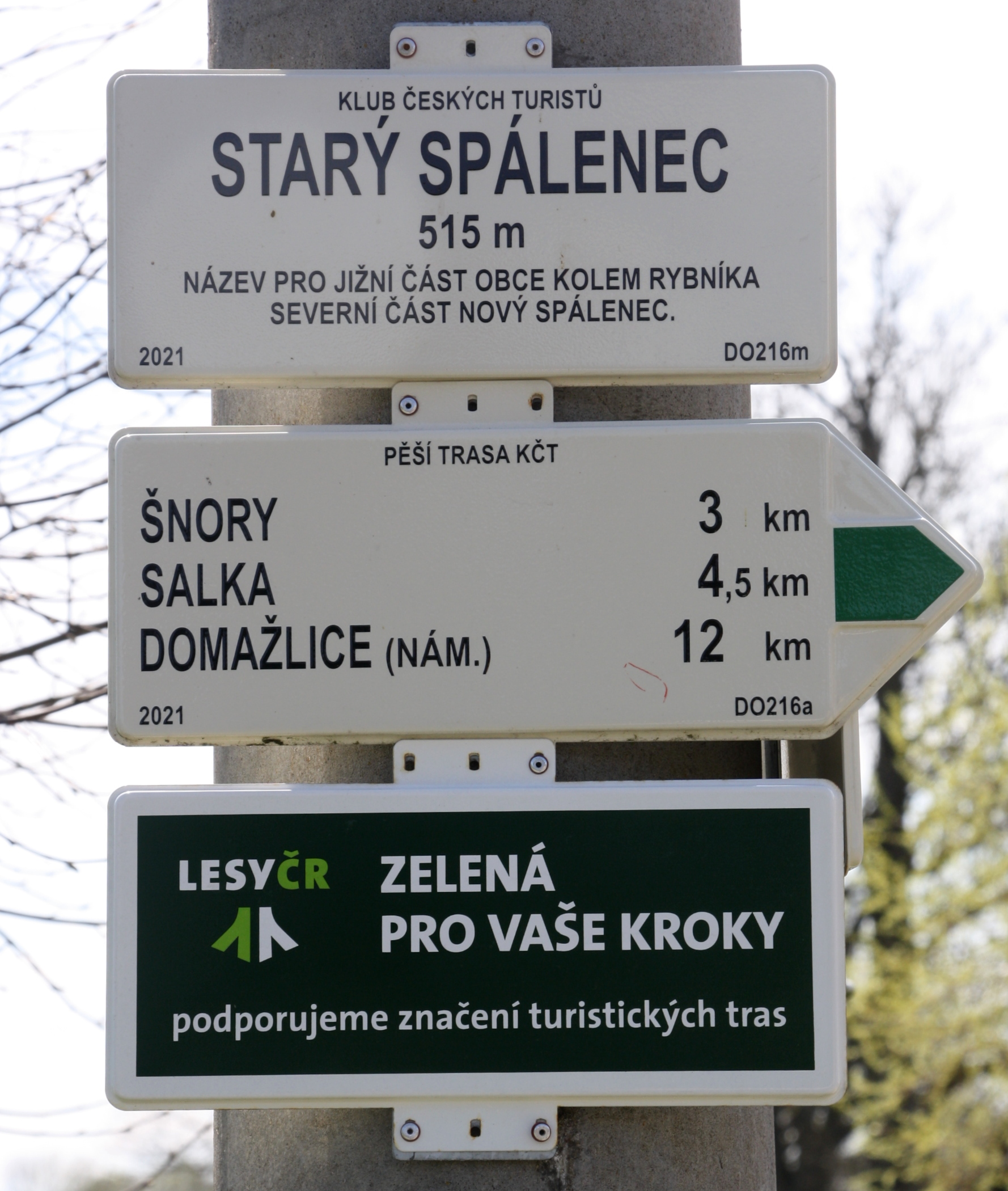
Rozcestník u zastávky
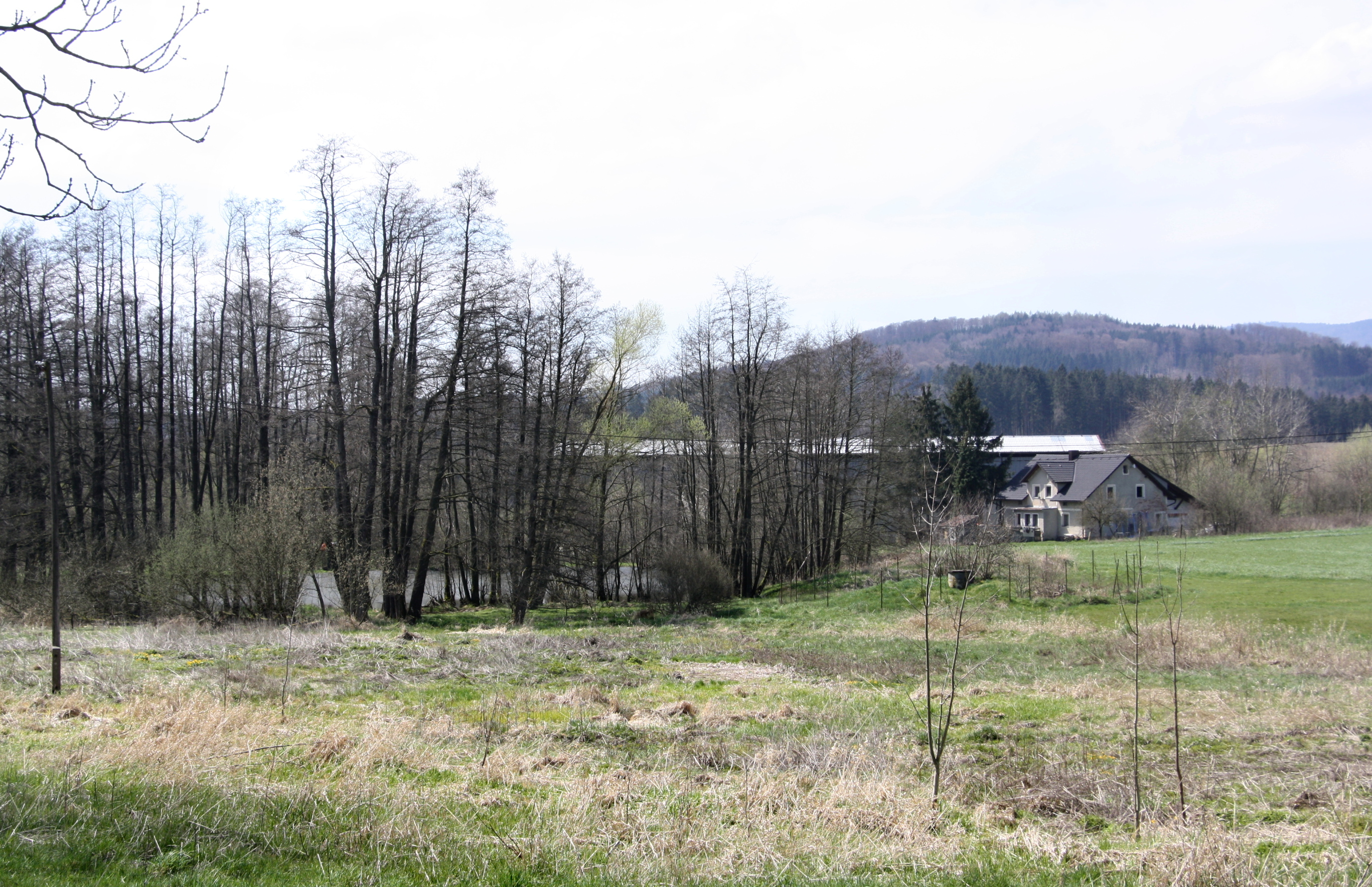
Domky za rybníkem